# Geotrupes ibericus
Geotrupes ibericus é uma espécie de insetos coleópteros polífagos pertencente à família Geotrupidae.
A autoridade científica da espécie é Baraud, tendo sido descrita no ano de 1958.
Trata-se de uma espécie presente no território português.